# Chet Edwards
Thomas Chester "Chet" Edwards, född 24 november 1951 i Corpus Christi, Texas, är en amerikansk demokratisk politiker. Han var ledamot av USA:s representanthus från Texas 1991–2011.
Edwards avlade 1974 sin grundexamen vid Texas A&M University. Han avlade sedan 1981 sin MBA vid Harvard. Han arbetade därefter för Trammell Crow Company som fastighetsmedlare. Han köpte senare flera radiostationer i södra Texas. Han var ledamot av delstatens senat 1983–1990.
Edwards besegrade republikanen Hugh Shine i kongressvalet 1990. Han representerade Texas elfte distrikt fram till 2005 och de sex följande åren Texas 17:e distrikt. I mellanårsvalet i USA 2010 besegrades han av affärsmannen Bill Flores.
Edwards är medlem av en församling som hör till kyrkosamfundet Southern Baptist Convention.